# Koba Subeliani
Koba Subeliani (georgiska: კობა სუბელიანი), född 3 oktober 1979 i Tbilisi, är en georgisk politiker. Subeliani har tidigare tjänat som minister för inrikes tvångsförflyttade från ockuperade territorier, boende och flyktingar samt flyktingminister i Micheil Saakasjvilis tidigare regering. Efter Saakasjvilis partis valförlust i oktober tvingades Subeliani avgå från sin post i regeringen.